# Gare de Pluvigner
La gare de Pluvigner est une gare ferroviaire française (fermée) de la ligne d'Auray à Pontivy, située au village de Saint-Nicolas-des-Eaux sur le territoire de la commune de Pluvigner, dans le département du Morbihan en région Bretagne.
Elle est mise en service en 1864 par la Compagnie du chemin de fer de Paris à Orléans (PO). Le service des voyageurs est fermé en 1949.
Cette ancienne gare, située sur une ligne en service, est fermée dans la deuxième moitié du XXe siècle.

## Situation ferroviaire
Établie à 70 m d'altitude, la gare de Pluvigner est située au point kilométrique (PK) 596,521 de la ligne d'Auray à Pontivy entre les gares d'Auray et de Lambel - Camors (fermée).

## Histoire
La station de Pluvigner est mise en service le 19 septembre 1864 Compagnie du chemin de fer de Paris à Orléans (PO), lorsqu'elle ouvre à l'exploitation sa ligne d'Auray à Pontivy, embranchement de la ligne de Savenay à Landerneau.
En 1912, la Compagnie du PO fournit au Conseil général un tableau des « recettes au départ » de ses gares du département, la gare de Pluvigner totalise 46 423 francs, ce qui la situe à la 15e place sur les 30 gares ou stations.
Le 2 octobre 1949, le trafic des voyageurs est officiellement transféré sur la route ce qui entraine la fermeture de la gare à ce service.

## Service des voyageurs
Gare fermée, située sur une ligne fermée au trafic voyageurs.